# Gare de Sanyo Tarumi
La gare de Sanyō Tarumi (山陽垂水駅, San'yō Tarumi-eki) est une gare ferroviaire localisée dans l'arrondissement Tarumi de la ville de Kobe, dans la préfecture de Hyōgo au Japon. La gare est exploitée par la compagnie Sanyo Electric Railway, sur la ligne principale Sanyo Electric Railway. Le numéro de la gare est SY 11.

## Situation ferroviaire
Établie à 10 mètres d'altitude, la gare de Sanyō Tarumi est située au point kilométrique (PK) 9.6 de la ligne principale Sanyo Electric Railway.

## Histoire
C'est le 12 avril 1917 que la gare est inaugurée sous le nom de Tarumi. En 1943, la gare change de nom pour être appelée Dentetsu Tarumi. C'est en 1991 que la gare prend son nom actuel.
En 2013, la fréquentation journalière de la gare était de  5 356 personnes.
| 2010  | 2011  | 2012  | 2013  |
| 5 112 | 5 115 | 5 227 | 5 356 |

## Service des voyageurs

### Accueil
La gare dispose de billetterie automatique de réservation.

### Desserte
La gare de Sanyō Tarumi est une gare disposant de deux quais et de deux voies.
| N° de voie | Ligne | Direction         |
| ---------- | ----- | ----------------- |
| 1          | Sanyō | Akashi - Himeji   |
| 2          | Sanyō | Sannomiya - Osaka |

Installations et desserte
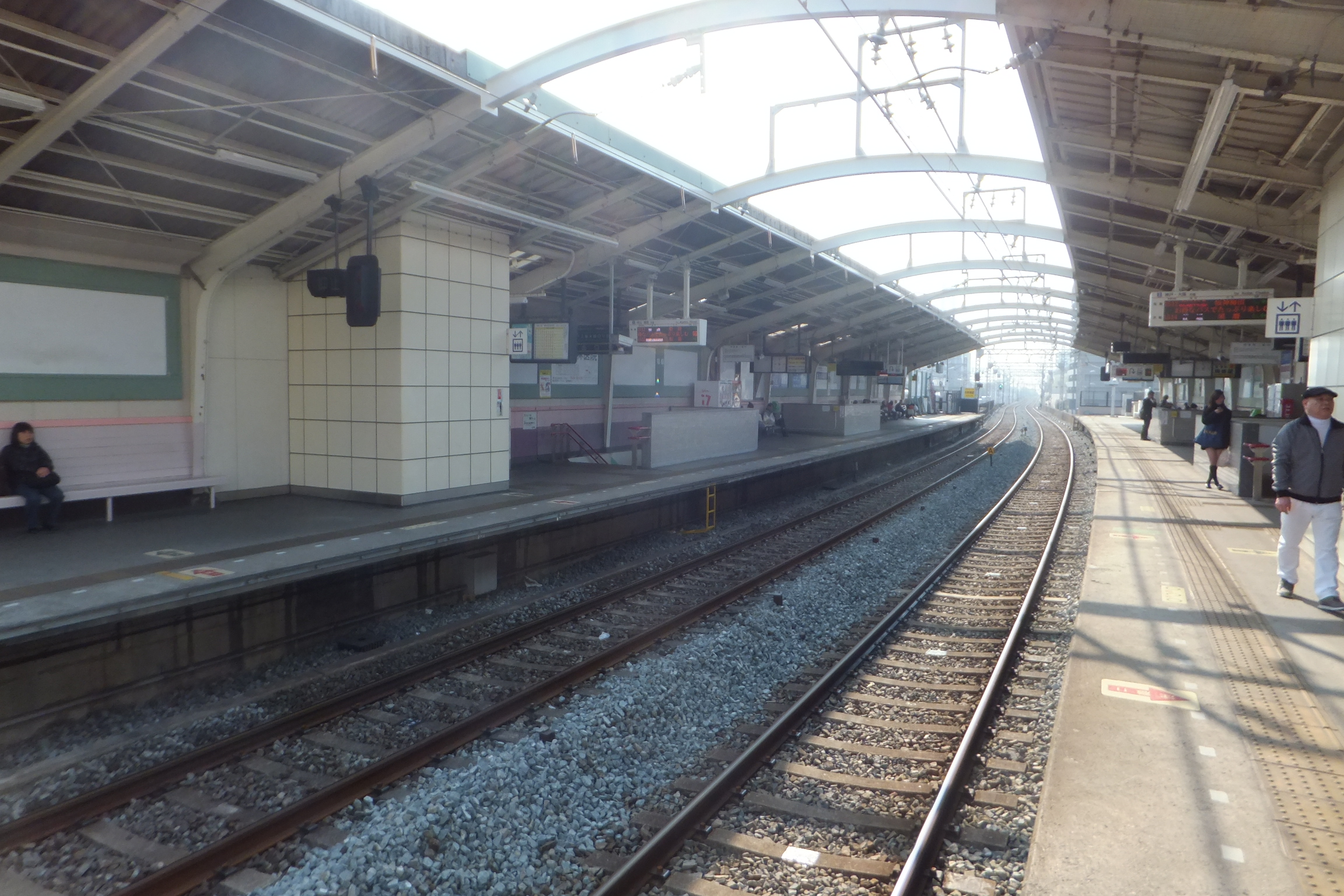
Voies et quais.
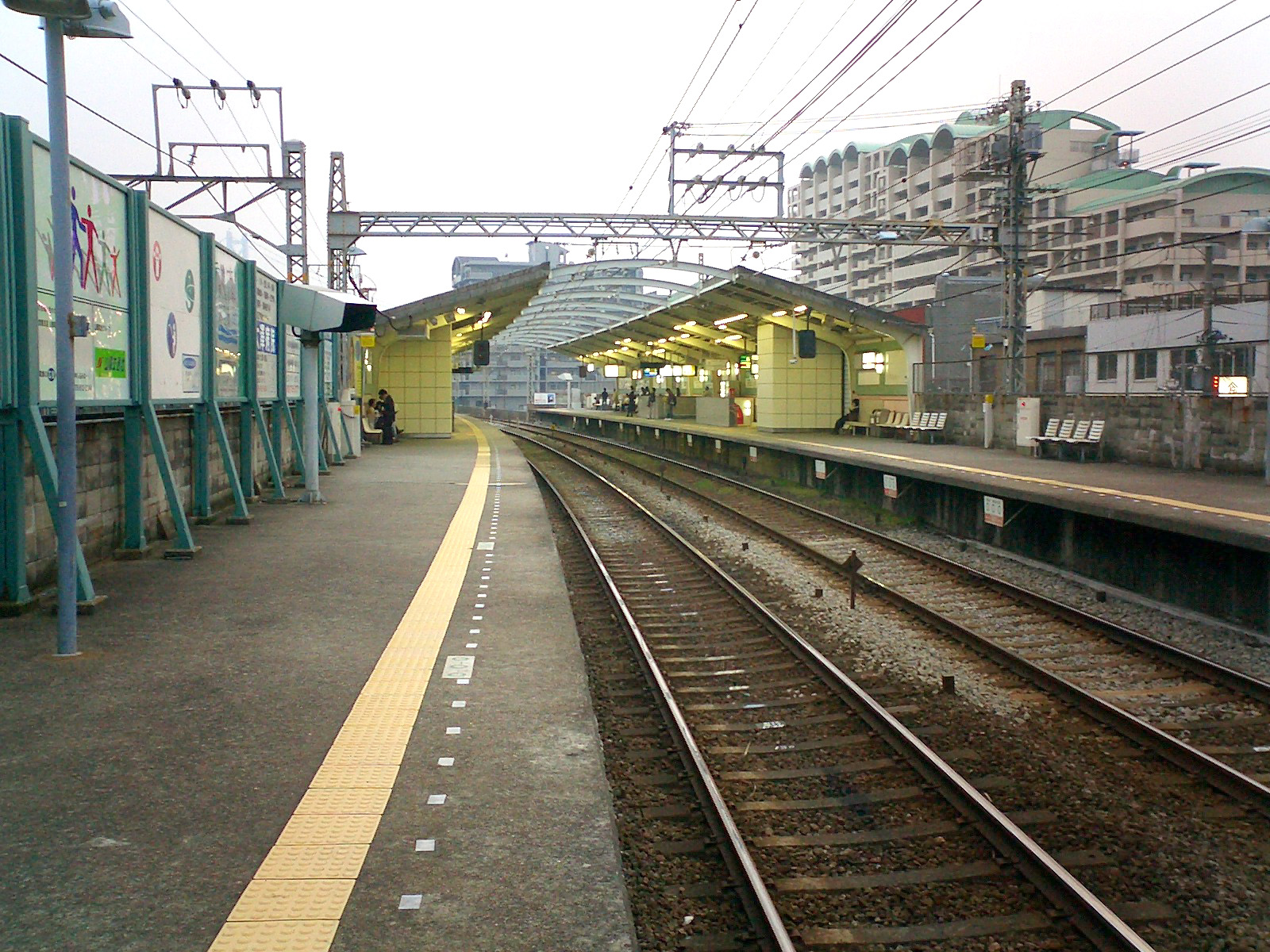
Voies et quais.
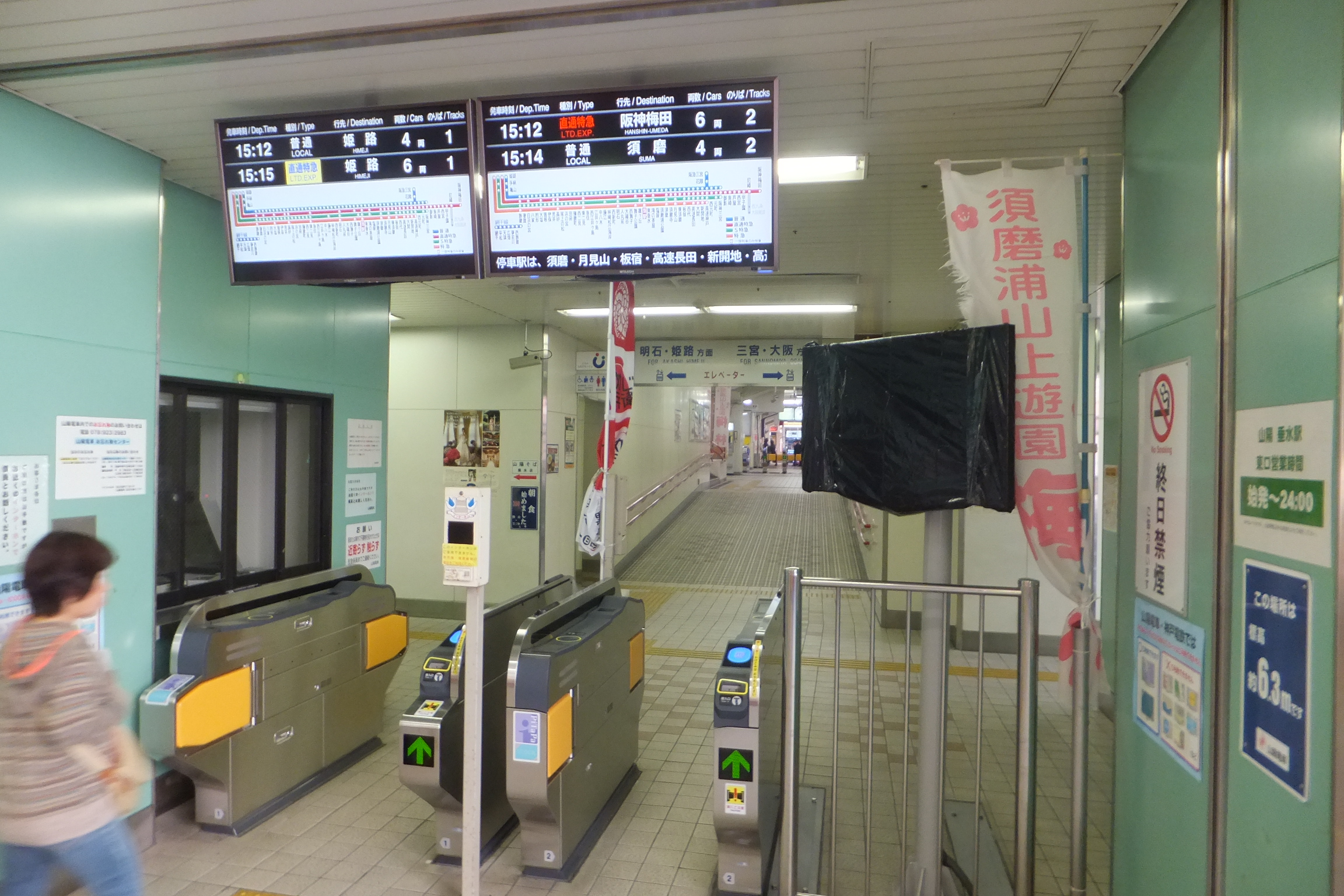
Portillons d'accès aux quais.
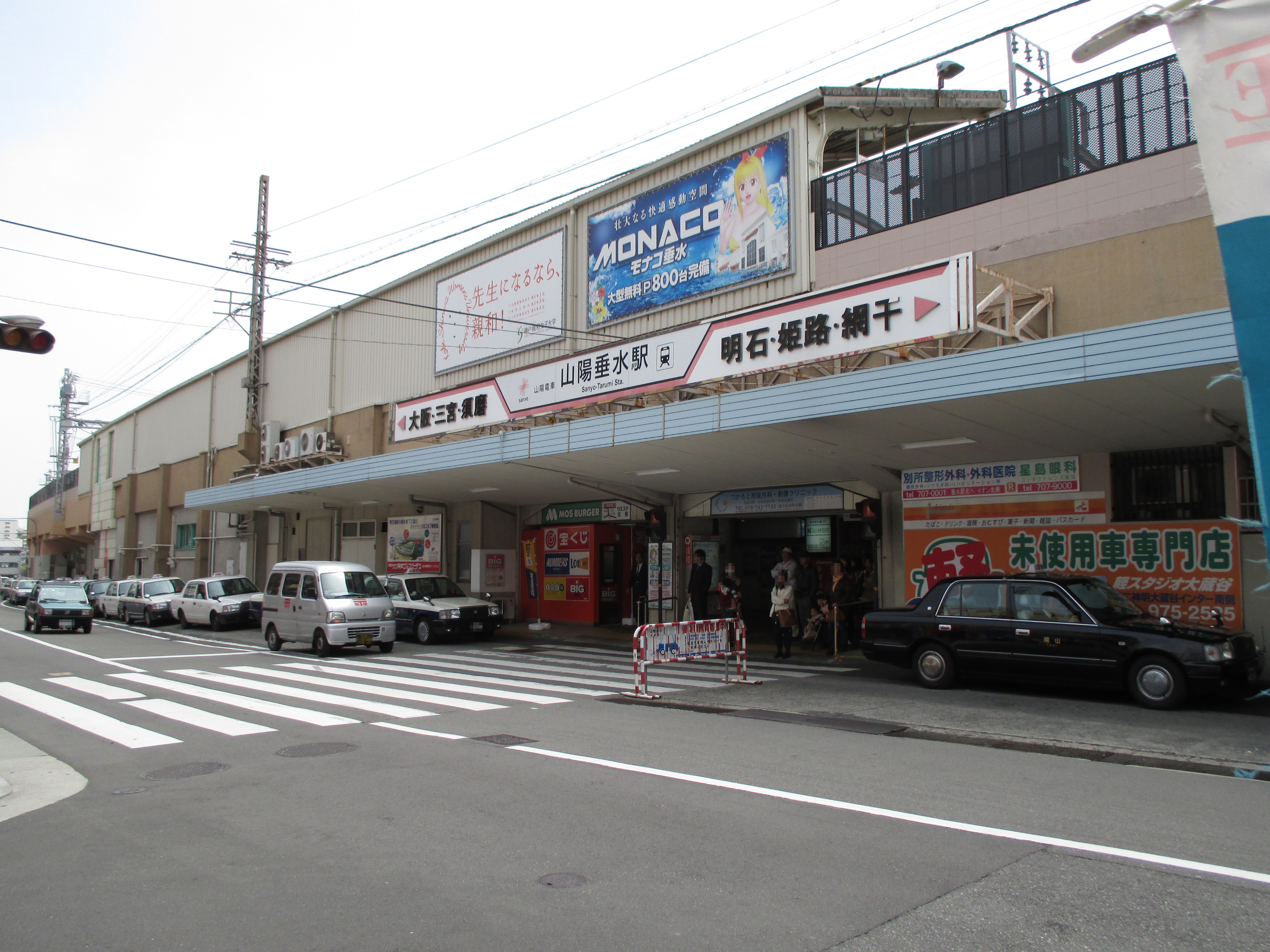
Entrée de la gare.

### Intermodalité

#### Train
| Gare   | Ligne             | Exploitant | Distance du site |
| ------ | ----------------- | ---------- | ---------------- |
| Tarumi | A Sanyō / JR Kōbe | JR West    | 30m              |

#### Bus
Des bus de la compagnie Sanyo Bus et des bus de ville desservent la gare.

### Site d’intérêt
- Le sanctuaire shinto Kai-jinja
- Le port de pêche de Tarumi